# 가비능
가비능(軻比能, ? ~ 235년)은 선비족의 왕으로, 조조가 이민족과 싸우지 않고 회유책을 썼을 때 조조의 회유에 넘어가지 않고 조조에게 반기를 들었다.
삼국지연의 소설에서는 218년에 조조에게 항복하였다고 나와 있지만 정사 삼국지에는 그런 사실이 없다. 위나라와 다시 적대 관계가 되어 225년에 위군과 싸운다.
조비가 오로에서 촉한을 공격할 때 협력하여 강병을 따라 출진했지만, 이민족들이 “신위장군”이라 부르며 두려워하는 마초가 출전한 것을 알고 싸우지도 않고 촉에 항복했다고 《삼국지연의》에서는 묘사되고 있지만 정사(正史) 《삼국지》에서는 그런 사실이 전혀 없는 것으로 나온다.
가비능은 위나라와 다시 싸우나 235년 유주자사 · 오환교위 왕웅에게 암살된다.
가비능은 단석괴가 선비 제국을 세운 이래 선비족을 재통합하는 구심점의 역할을 담당했지만 단석괴만큼 충분한 역량이 없었고, 시대의 흐름 또한 그에게 유리하지 않아서, 이후 모용선비, 탁발선비 및 우문선비에게 그 역할을 넘겨주어야만 했다.

## 같이 보기
- 삼국지 인물 목록